# Camptosaurus dispar
Camptosaurus (il cui nome significa "lucertola flessibile") è un genere estinto di dinosauro ornitischio vissuto nel Giurassico superiore, circa 156,3-146,8 milioni di anni fa (Oxfordiano-Titoniano). I suoi resti sono stati ritrovati in Nord America occidentale e, forse, anche in Europa. Il genere comprende una sola specie riconosciuta, la specie tipo C. dispar.

## Scoperta e denominazione

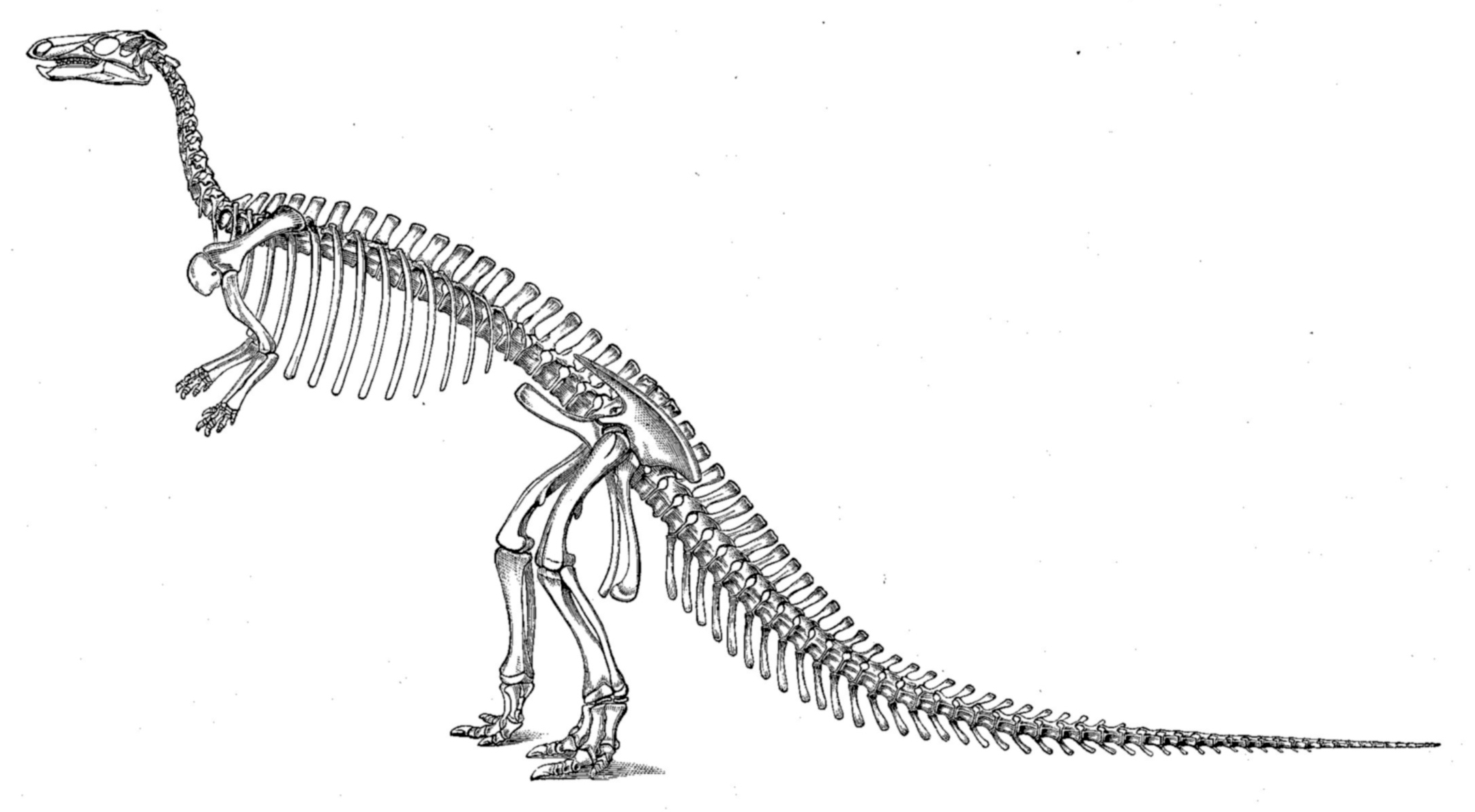
Ricostruzione scheletrica storica di O.C. Marsh, con il cranio basato su resti ora riferiti a Theiophytalia

Il 4 settembre 1879, William Harlow Reed trovò i resti di un piccolo euornitopode nella Contea di Albany, Wyoming. Nello stesso anno, il professor Othniel Charles Marsh descrisse e nominò il ritrovamento Camptonotus, o "schiena flessibile", dal greco κάμπτω ("piegare") e νῶτον ("schiena"), in riferimento alla presunta flessibilità delle vertebre sacrali. L'olotipo, catalogato come YPM 1877, consiste in uno scheletro parziale. Poiché il nome originale era già in uso per un genere di grillo, nel 1885 Marsh lo rinominò Camptosaurus.
Nel 1879, Marsh nominò C. dispar, la specie tipo del genere, sulla base del materiale ricevuto dai suoi collezionisti nella Cava 13, vicino a Como Bluff, Wyoming, nella Formazione Morrison. Nello stesso anno, descrisse anche C. amplus, basandosi sull'olotipo YPM 1879, un piede ritrovato da Arthur Lakes nella Cava 1A. Tuttavia, in seguito si scoprì che il piede apparteneva in realtà ad Allosaurus. Durante gli anni 1880 e 1890, Marsh continuò a ricevere esemplari dalla Cava 13 e nel 1894 nominò altre due specie, C. medius e C. nanus, basandosi in parte sulle loro dimensioni. Successivamente, Charles W. Gilmore aggiunse altre due specie, C. browni e C. depressus, nella sua ridescrizione del 1909 degli esemplari di Marsh. All'interno della Formazione Morrison, i fossili di Camptosaurus si trovano nelle zone stratigrafiche 2-6.

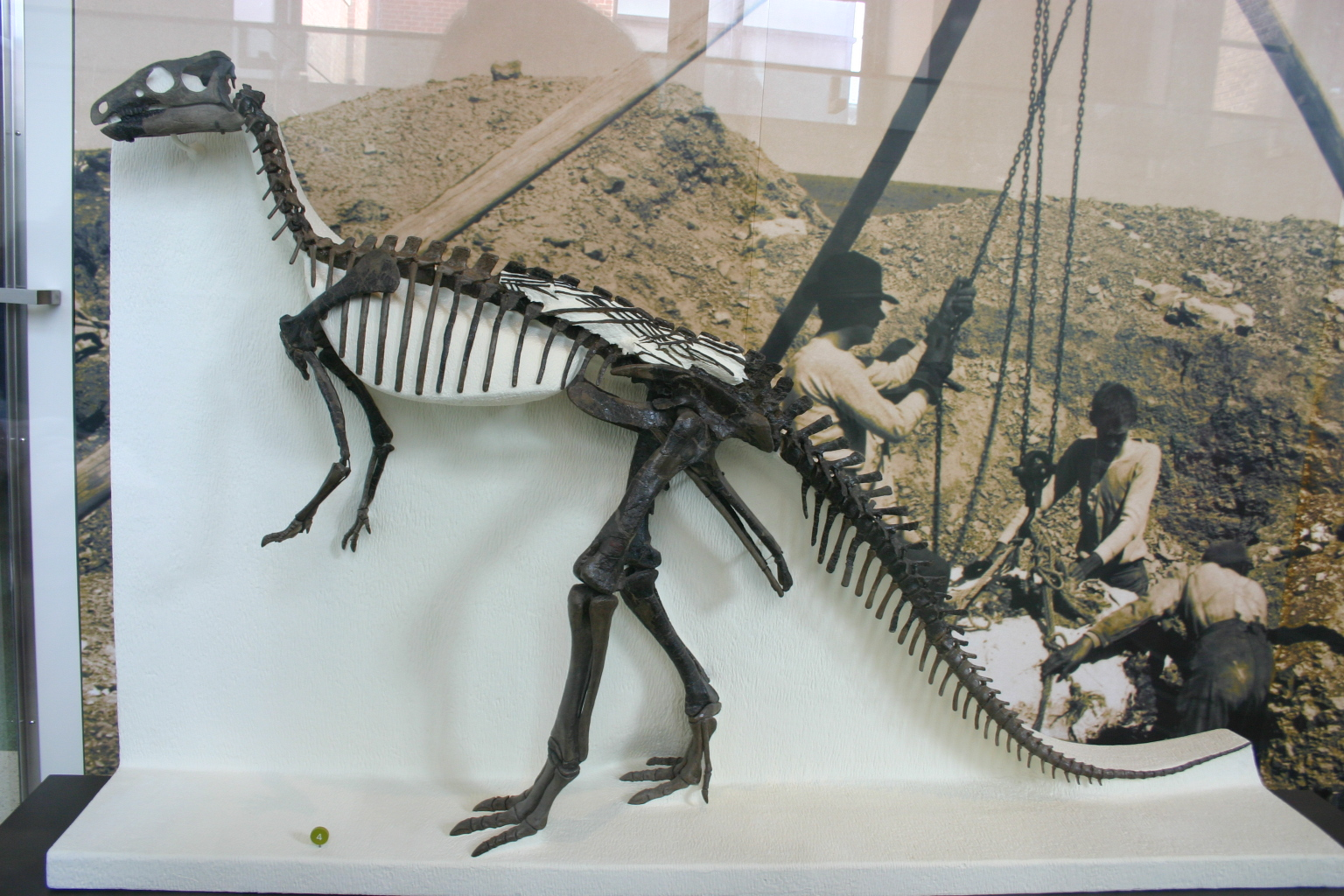
Ricostruzione obsoleta dello scheletro di C. nanus presso l'AMNH, ora ritenuto uno stadio di crescita di C. dispar

Nel 1980, Peter Galton e H. P. Powell, nella loro ridescrizione di C. prestwichi, considerarono C. nanus, C. medius e C. browni semplici stadi di crescita o individui di sesso opposto rispetto al più grande C. dispar, riducendo quest'ultimo a unica specie valida del genere. Valutarono anche un cranio, YPM 1887, precedentemente riferito a C. amplus da Marsh nel 1886 e successivamente confermato da Gilmore, come appartenente a C. dispar. Gilmore utilizzò questo cranio per descrivere il cranio di Camptosaurus, ma l'esemplare è stato recentemente ricatalogato da Brill e Carpenter, che lo hanno escluso dal genere. Nel 2007, il cranio YPM 1887 è stato assegnato a un nuovo genere e specie, Theiophytalia kerri.

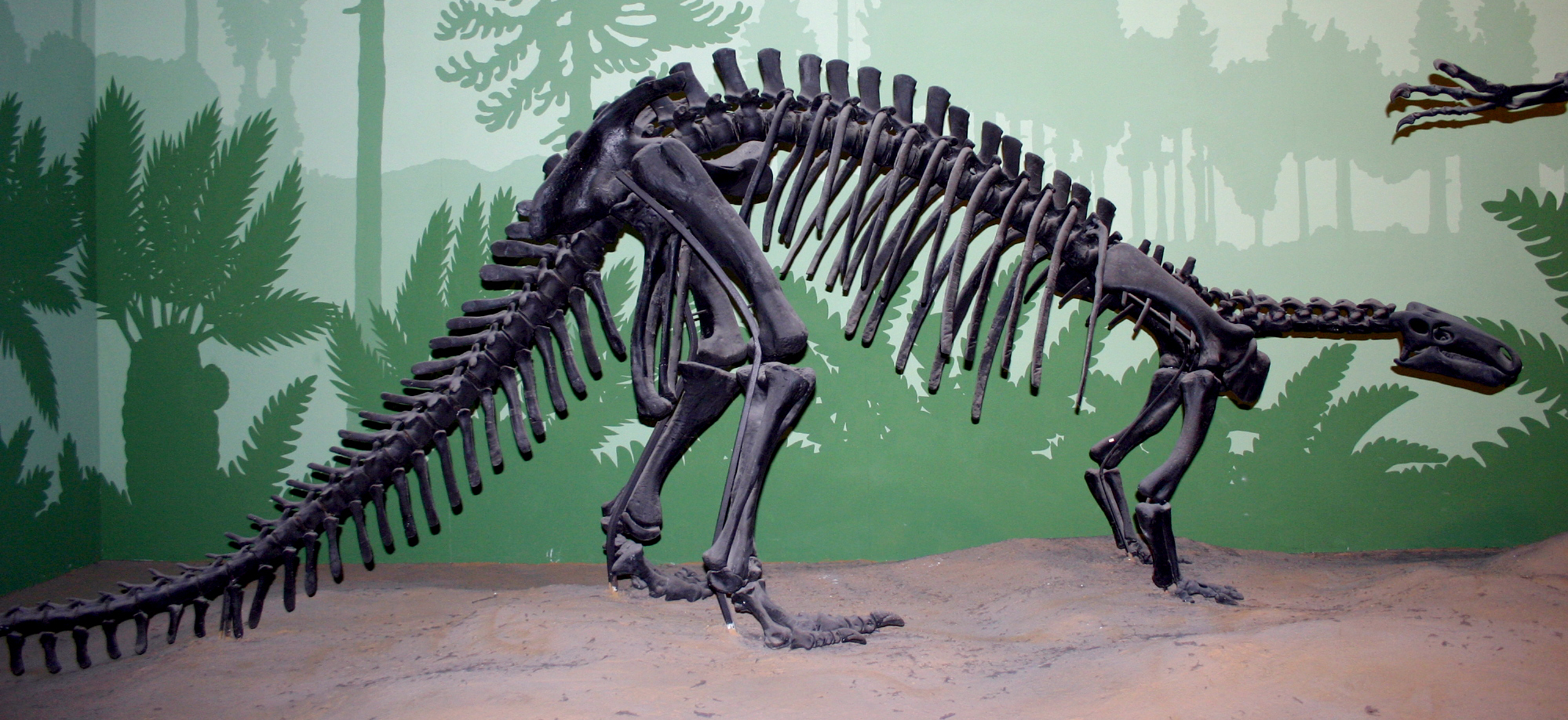
Ricostruzione obsoleta di Camptosaurus, montato in postura quadrupede e con il cranio di Theiophytalia, al Museo Civico di Storia Naturale di Milano

La specie Camptosaurus depressus fu recuperata dalla Formazione Lakota, vicino a Hot Springs, Dakota del Sud, e descritta da Charles Gilmore nel 1909 sulla base dell'olotipo USNM 4753, un postcranio frammentario. I nome deriva dalla "strettezza o natura depressa dell'ileo". Nel 2007, Carpenter e Wilson riassegnarono questa specie al genere Planicoxa, rinominandola P. depressa, basandosi sulle somiglianze tra il suo ilio e quello dell'olotipo di Planicoxa venenica. Tuttavia, studi successivi di McDonald et al. (2010) e McDonald (2011) suggerirono che il processo postacetabolare orizzontale di C. depressus fosse probabilmente il risultato di una distorsione avvenuta durante la fossilizzazione. Per questo motivo, McDonald lo ha assegnato a un nuovo genere, Osmakasaurus.
Un'altra specie, Camptosaurus aphanoecetes, venne descritta nel 2008 da Carpenter e Wilson, basandosi su esemplari provenienti dal Dinosaur National Monument. Qursta specie si distingue da C. dispar per caratteristiche della mandibola, vertebre cervicali più corte e un ischio più dritto con un piccolo "piede" terminale. Nel 2010, uno studio di Andrew McDonald et al. suggerì che C. aphanoecetes fosse più strettamente correlato agli iguanodonti avanzati (Styracosterna). Per questa ragione, venne riassegnata a un nuovo genere, Uteodon.

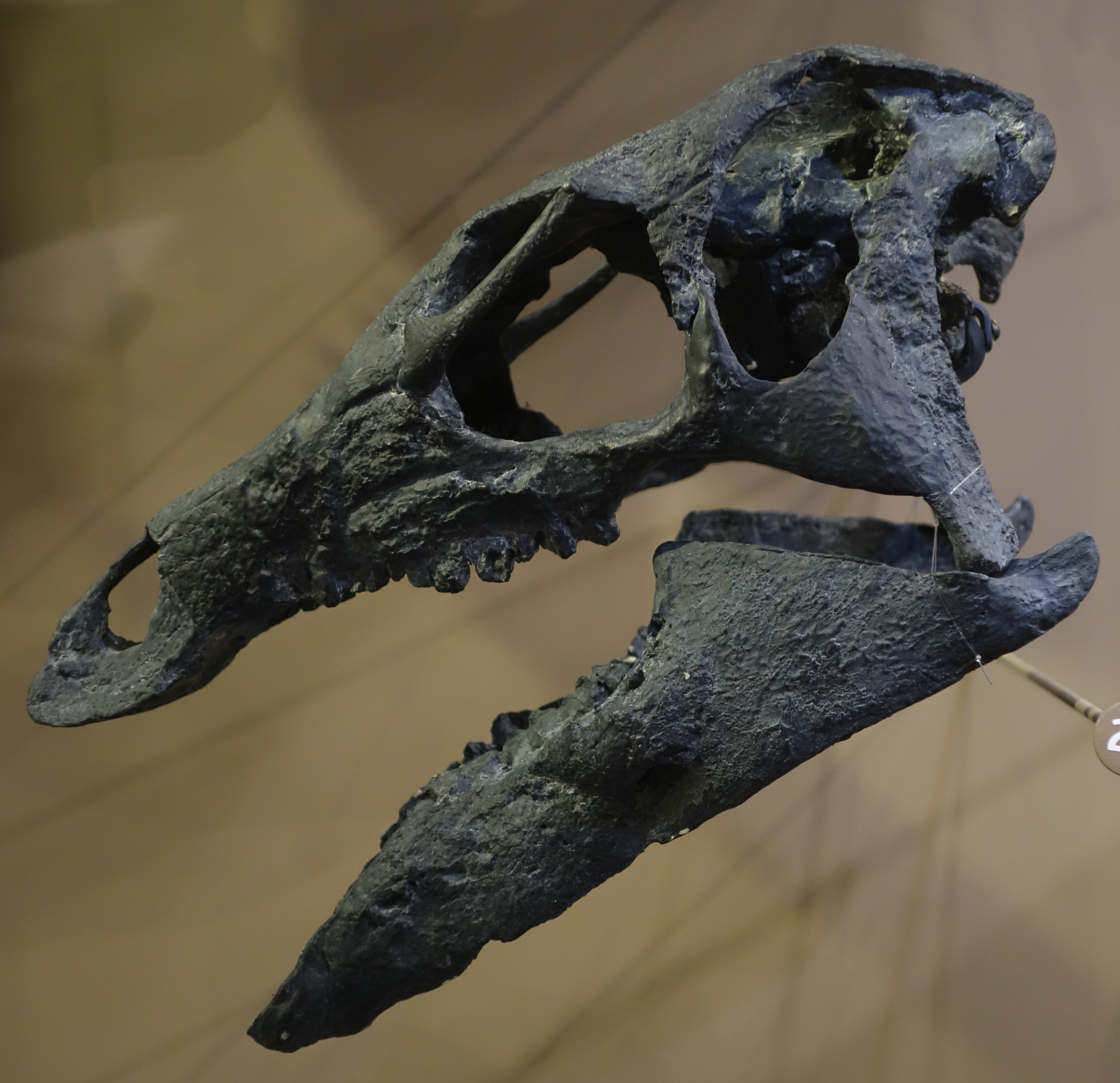
Calco del cranio proveniente dalla cava Bone Cabin Quarry, Wyoming

Mentre Marsh descriveva le specie di Camptosaurus in Nord America, diverse specie europee furono assegnate al genere tra la fine del XIX e l'inizio del XX secolo. C. inkeyi (Nopcsa, 1900) è costituita da materiale frammentario proveniente dal bacino di Haţeg, in Romania, ed è oggi considerata un rabdodontide e un nomen dubium. C. valdensis, precedentemente ritenuto un dryosauride dubbio, è stato successivamente classificato come iguanodonte. C. leedsi è stato invece identificato come un dryosauride valido e successivamente spostato nel genere Callovosaurus. C. hoggii, originariamente nominato Iguanodon hoggii da Owen nel 1874, fu assegnato a Camptosaurus da Norman e Barrett nel 2002, ma in seguito trasferito nel genere Owenodon.
L'ultima specie europea assegnata al genere, Camptosaurus prestwichii, venne recuperata a Chawley Brick Pits, Cumnor Hurst, Oxfordshire (Inghilterra). Il fossile venne scoperto quando una tranvia fu spinta nel fianco di una collina e fu descritto da Hulke nel 1880 come Iguanodon prestwichii. Successivamente, Seeley lo trasferì al genere Cumnoria nel 1888, mentre Lydekker lo incluse in Camptosaurus nel 1889. Studi più recenti, tra cui quelli di Naish & Martill (2008), McDonald et al. (2010) e McDonald (2011), hanno confermato la validità della classificazione originale di Seeley. Cumnoria è ora considerato uno styracosterno, più vicino agli iguanodonti avanzati che a Camptosaurus dispar, in modo simile a Uteodon.
Nel 2022, Sánchez-Fenollosa et al. descrissero i primi resti europei confermati di aff. Camptosaurus sp., provenienti dal Membro Fuentecillas della Formazione Villar del Arzobispo, in Spagna. L'esemplare rinvenuto comprendeva diverse vertebre, tra cui un centro cervicale anteriore, un centro dorsale anteriore, un centro dorsosacrale, quattro centri sacrali, un centro caudosacrale, due centri caudali anteriori e tre centri caudali mediali, oltre a un frammento distale dell'omero sinistro. Questo esemplare è stato ritenuto più vicino a Camptosaurus che a Draconyx, del Portogallo, e per questo motivo è stato provvisoriamente assegnato al genere Camptosaurus.

## Descrizione

Dimensioni di C. dispar

Camptosaurus era un dinosauro ornitopode relativamente robusto, caratterizzato da arti posteriori massicci e piedi larghi, ancora provvisti di quattro dita. A causa della separazione di Uteodon come genere distinto, è diventato difficile determinare con precisione quale materiale proveniente dalla Formazione Morrison appartenga effettivamente a Camptosaurus. Gli esemplari attribuiti con certezza a Camptosaurus dispar, provenienti dalla Cava 13, sono stati recuperati da strati molto profondi, probabilmente risalenti al Calloviano-Oxfordiano. I frammenti più grandi degli strati successivi suggeriscono che gli individui adulti raggiungessero una lunghezza di circa 6,79 metri, mentre gli esemplari della Cava 13 risultano più piccoli. In generale, si stima che Camptosaurus fosse lungo tra i 5 e i 6 metri, con un peso compreso tra 500 e 1.000 chilogrammi.
Le prime ricostruzioni, come quelle realizzate da Marsh e Gilmore, presentavano un cranio basato su quello di Theiophytalia, risultando in un profilo errato, più rettangolare e allungato. Il vero cranio di Camptosaurus, invece, era di forma triangolare, con un muso appuntito dotato di becco. I denti mascellari erano più numerosi rispetto a quelli di altri euornitopodi della Formazione Morrison. Il curatore John Foster li descrive come caratterizzati da "spesse creste mediane sui lati laterali e dentelli lungo i bordi", caratteristiche simili, ma "più completamente sviluppate" rispetto a quelle osservate in Dryosaurus. I denti di Camptosaurus mostrano frequentemente segni di un'usura estesa, suggerendo che la sua dieta fosse composta principalmente da vegetazione piuttosto dura.

## Classificazione
Nel 1885, Marsh assegnò Camptosaurus a una famiglia a sé stante, i Camptosauridae. Tuttavia, alcuni autori successivamente lo considerarono un membro precoce degli Iguanodontidae. Con l'avvento della filogenetica moderna, Camptosaurus è stato inserito per definizione all'interno del clade Ankylopollexia, risultando quindi un membro basale di questo gruppo. Ciò implica che fosse strettamente correlato all'antenato comune di iguanodontidi e hadrosauridi, risultando più derivato rispetto ai suoi contemporanei come Dryosaurus, Drinker e Othnielosaurus.
Le analisi cladistiche condotte nel 2010 e nel 2011 da McDonald e colleghi hanno posizionato Camptosaurus come segue:
|  | Hippodraco    |
|  |               |
|  | Theiophytalia |
|  |               |

|  | Kukufeldia                                                    |
|  |                                                               |
|  | \| \| Barilium \| \| \| \| \| \| Hadrosauriformes \| \| \| \| |
|  |                                                               |
|  | Barilium                                                      |
|  |                                                               |
|  | Hadrosauriformes                                              |
|  |                                                               |

|  | Barilium         |
|  |                  |
|  | Hadrosauriformes |
|  |                  |

|  | Kukufeldia                                                    |
|  |                                                               |
|  | \| \| Barilium \| \| \| \| \| \| Hadrosauriformes \| \| \| \| |
|  |                                                               |
|  | Barilium                                                      |
|  |                                                               |
|  | Hadrosauriformes                                              |
|  |                                                               |

|  | Barilium         |
|  |                  |
|  | Hadrosauriformes |
|  |                  |

|  | Kukufeldia                                                    |
|  |                                                               |
|  | \| \| Barilium \| \| \| \| \| \| Hadrosauriformes \| \| \| \| |
|  |                                                               |
|  | Barilium                                                      |
|  |                                                               |
|  | Hadrosauriformes                                              |
|  |                                                               |

|  | Barilium         |
|  |                  |
|  | Hadrosauriformes |
|  |                  |

|  | Kukufeldia                                                    |
|  |                                                               |
|  | \| \| Barilium \| \| \| \| \| \| Hadrosauriformes \| \| \| \| |
|  |                                                               |
|  | Barilium                                                      |
|  |                                                               |
|  | Hadrosauriformes                                              |
|  |                                                               |

|  | Barilium         |
|  |                  |
|  | Hadrosauriformes |
|  |                  |

|  | Hippodraco    |
|  |               |
|  | Theiophytalia |
|  |               |

|  | Kukufeldia                                                    |
|  |                                                               |
|  | \| \| Barilium \| \| \| \| \| \| Hadrosauriformes \| \| \| \| |
|  |                                                               |
|  | Barilium                                                      |
|  |                                                               |
|  | Hadrosauriformes                                              |
|  |                                                               |

|  | Barilium         |
|  |                  |
|  | Hadrosauriformes |
|  |                  |

|  | Kukufeldia                                                    |
|  |                                                               |
|  | \| \| Barilium \| \| \| \| \| \| Hadrosauriformes \| \| \| \| |
|  |                                                               |
|  | Barilium                                                      |
|  |                                                               |
|  | Hadrosauriformes                                              |
|  |                                                               |

|  | Barilium         |
|  |                  |
|  | Hadrosauriformes |
|  |                  |

|  | Kukufeldia                                                    |
|  |                                                               |
|  | \| \| Barilium \| \| \| \| \| \| Hadrosauriformes \| \| \| \| |
|  |                                                               |
|  | Barilium                                                      |
|  |                                                               |
|  | Hadrosauriformes                                              |
|  |                                                               |

|  | Barilium         |
|  |                  |
|  | Hadrosauriformes |
|  |                  |

|  | Kukufeldia                                                    |
|  |                                                               |
|  | \| \| Barilium \| \| \| \| \| \| Hadrosauriformes \| \| \| \| |
|  |                                                               |
|  | Barilium                                                      |
|  |                                                               |
|  | Hadrosauriformes                                              |
|  |                                                               |

|  | Barilium         |
|  |                  |
|  | Hadrosauriformes |
|  |                  |

|  | Hippodraco    |
|  |               |
|  | Theiophytalia |
|  |               |

|  | Kukufeldia                                                    |
|  |                                                               |
|  | \| \| Barilium \| \| \| \| \| \| Hadrosauriformes \| \| \| \| |
|  |                                                               |
|  | Barilium                                                      |
|  |                                                               |
|  | Hadrosauriformes                                              |
|  |                                                               |

|  | Barilium         |
|  |                  |
|  | Hadrosauriformes |
|  |                  |

|  | Kukufeldia                                                    |
|  |                                                               |
|  | \| \| Barilium \| \| \| \| \| \| Hadrosauriformes \| \| \| \| |
|  |                                                               |
|  | Barilium                                                      |
|  |                                                               |
|  | Hadrosauriformes                                              |
|  |                                                               |

|  | Barilium         |
|  |                  |
|  | Hadrosauriformes |
|  |                  |

|  | Kukufeldia                                                    |
|  |                                                               |
|  | \| \| Barilium \| \| \| \| \| \| Hadrosauriformes \| \| \| \| |
|  |                                                               |
|  | Barilium                                                      |
|  |                                                               |
|  | Hadrosauriformes                                              |
|  |                                                               |

|  | Barilium         |
|  |                  |
|  | Hadrosauriformes |
|  |                  |

|  | Kukufeldia                                                    |
|  |                                                               |
|  | \| \| Barilium \| \| \| \| \| \| Hadrosauriformes \| \| \| \| |
|  |                                                               |
|  | Barilium                                                      |
|  |                                                               |
|  | Hadrosauriformes                                              |
|  |                                                               |

|  | Barilium         |
|  |                  |
|  | Hadrosauriformes |
|  |                  |

|  | Hippodraco    |
|  |               |
|  | Theiophytalia |
|  |               |

|  | Kukufeldia                                                    |
|  |                                                               |
|  | \| \| Barilium \| \| \| \| \| \| Hadrosauriformes \| \| \| \| |
|  |                                                               |
|  | Barilium                                                      |
|  |                                                               |
|  | Hadrosauriformes                                              |
|  |                                                               |

|  | Barilium         |
|  |                  |
|  | Hadrosauriformes |
|  |                  |

|  | Kukufeldia                                                    |
|  |                                                               |
|  | \| \| Barilium \| \| \| \| \| \| Hadrosauriformes \| \| \| \| |
|  |                                                               |
|  | Barilium                                                      |
|  |                                                               |
|  | Hadrosauriformes                                              |
|  |                                                               |

|  | Barilium         |
|  |                  |
|  | Hadrosauriformes |
|  |                  |

|  | Kukufeldia                                                    |
|  |                                                               |
|  | \| \| Barilium \| \| \| \| \| \| Hadrosauriformes \| \| \| \| |
|  |                                                               |
|  | Barilium                                                      |
|  |                                                               |
|  | Hadrosauriformes                                              |
|  |                                                               |

|  | Barilium         |
|  |                  |
|  | Hadrosauriformes |
|  |                  |

|  | Kukufeldia                                                    |
|  |                                                               |
|  | \| \| Barilium \| \| \| \| \| \| Hadrosauriformes \| \| \| \| |
|  |                                                               |
|  | Barilium                                                      |
|  |                                                               |
|  | Hadrosauriformes                                              |
|  |                                                               |

|  | Barilium         |
|  |                  |
|  | Hadrosauriformes |
|  |                  |

|  | Hippodraco    |
|  |               |
|  | Theiophytalia |
|  |               |

|  | Kukufeldia                                                    |
|  |                                                               |
|  | \| \| Barilium \| \| \| \| \| \| Hadrosauriformes \| \| \| \| |
|  |                                                               |
|  | Barilium                                                      |
|  |                                                               |
|  | Hadrosauriformes                                              |
|  |                                                               |

|  | Barilium         |
|  |                  |
|  | Hadrosauriformes |
|  |                  |

|  | Kukufeldia                                                    |
|  |                                                               |
|  | \| \| Barilium \| \| \| \| \| \| Hadrosauriformes \| \| \| \| |
|  |                                                               |
|  | Barilium                                                      |
|  |                                                               |
|  | Hadrosauriformes                                              |
|  |                                                               |

|  | Barilium         |
|  |                  |
|  | Hadrosauriformes |
|  |                  |

|  | Kukufeldia                                                    |
|  |                                                               |
|  | \| \| Barilium \| \| \| \| \| \| Hadrosauriformes \| \| \| \| |
|  |                                                               |
|  | Barilium                                                      |
|  |                                                               |
|  | Hadrosauriformes                                              |
|  |                                                               |

|  | Barilium         |
|  |                  |
|  | Hadrosauriformes |
|  |                  |

|  | Kukufeldia                                                    |
|  |                                                               |
|  | \| \| Barilium \| \| \| \| \| \| Hadrosauriformes \| \| \| \| |
|  |                                                               |
|  | Barilium                                                      |
|  |                                                               |
|  | Hadrosauriformes                                              |
|  |                                                               |

|  | Barilium         |
|  |                  |
|  | Hadrosauriformes |
|  |                  |

|  | Hippodraco    |
|  |               |
|  | Theiophytalia |
|  |               |

|  | Kukufeldia                                                    |
|  |                                                               |
|  | \| \| Barilium \| \| \| \| \| \| Hadrosauriformes \| \| \| \| |
|  |                                                               |
|  | Barilium                                                      |
|  |                                                               |
|  | Hadrosauriformes                                              |
|  |                                                               |

|  | Barilium         |
|  |                  |
|  | Hadrosauriformes |
|  |                  |

|  | Kukufeldia                                                    |
|  |                                                               |
|  | \| \| Barilium \| \| \| \| \| \| Hadrosauriformes \| \| \| \| |
|  |                                                               |
|  | Barilium                                                      |
|  |                                                               |
|  | Hadrosauriformes                                              |
|  |                                                               |

|  | Barilium         |
|  |                  |
|  | Hadrosauriformes |
|  |                  |

|  | Kukufeldia                                                    |
|  |                                                               |
|  | \| \| Barilium \| \| \| \| \| \| Hadrosauriformes \| \| \| \| |
|  |                                                               |
|  | Barilium                                                      |
|  |                                                               |
|  | Hadrosauriformes                                              |
|  |                                                               |

|  | Barilium         |
|  |                  |
|  | Hadrosauriformes |
|  |                  |

|  | Kukufeldia                                                    |
|  |                                                               |
|  | \| \| Barilium \| \| \| \| \| \| Hadrosauriformes \| \| \| \| |
|  |                                                               |
|  | Barilium                                                      |
|  |                                                               |
|  | Hadrosauriformes                                              |
|  |                                                               |

|  | Barilium         |
|  |                  |
|  | Hadrosauriformes |
|  |                  |

|  | Hippodraco    |
|  |               |
|  | Theiophytalia |
|  |               |

|  | Kukufeldia                                                    |
|  |                                                               |
|  | \| \| Barilium \| \| \| \| \| \| Hadrosauriformes \| \| \| \| |
|  |                                                               |
|  | Barilium                                                      |
|  |                                                               |
|  | Hadrosauriformes                                              |
|  |                                                               |

|  | Barilium         |
|  |                  |
|  | Hadrosauriformes |
|  |                  |

|  | Kukufeldia                                                    |
|  |                                                               |
|  | \| \| Barilium \| \| \| \| \| \| Hadrosauriformes \| \| \| \| |
|  |                                                               |
|  | Barilium                                                      |
|  |                                                               |
|  | Hadrosauriformes                                              |
|  |                                                               |

|  | Barilium         |
|  |                  |
|  | Hadrosauriformes |
|  |                  |

|  | Kukufeldia                                                    |
|  |                                                               |
|  | \| \| Barilium \| \| \| \| \| \| Hadrosauriformes \| \| \| \| |
|  |                                                               |
|  | Barilium                                                      |
|  |                                                               |
|  | Hadrosauriformes                                              |
|  |                                                               |

|  | Barilium         |
|  |                  |
|  | Hadrosauriformes |
|  |                  |

|  | Kukufeldia                                                    |
|  |                                                               |
|  | \| \| Barilium \| \| \| \| \| \| Hadrosauriformes \| \| \| \| |
|  |                                                               |
|  | Barilium                                                      |
|  |                                                               |
|  | Hadrosauriformes                                              |
|  |                                                               |

|  | Barilium         |
|  |                  |
|  | Hadrosauriformes |
|  |                  |

|  | Hippodraco    |
|  |               |
|  | Theiophytalia |
|  |               |

|  | Kukufeldia                                                    |
|  |                                                               |
|  | \| \| Barilium \| \| \| \| \| \| Hadrosauriformes \| \| \| \| |
|  |                                                               |
|  | Barilium                                                      |
|  |                                                               |
|  | Hadrosauriformes                                              |
|  |                                                               |

|  | Barilium         |
|  |                  |
|  | Hadrosauriformes |
|  |                  |

|  | Kukufeldia                                                    |
|  |                                                               |
|  | \| \| Barilium \| \| \| \| \| \| Hadrosauriformes \| \| \| \| |
|  |                                                               |
|  | Barilium                                                      |
|  |                                                               |
|  | Hadrosauriformes                                              |
|  |                                                               |

|  | Barilium         |
|  |                  |
|  | Hadrosauriformes |
|  |                  |

|  | Kukufeldia                                                    |
|  |                                                               |
|  | \| \| Barilium \| \| \| \| \| \| Hadrosauriformes \| \| \| \| |
|  |                                                               |
|  | Barilium                                                      |
|  |                                                               |
|  | Hadrosauriformes                                              |
|  |                                                               |

|  | Barilium         |
|  |                  |
|  | Hadrosauriformes |
|  |                  |

|  | Kukufeldia                                                    |
|  |                                                               |
|  | \| \| Barilium \| \| \| \| \| \| Hadrosauriformes \| \| \| \| |
|  |                                                               |
|  | Barilium                                                      |
|  |                                                               |
|  | Hadrosauriformes                                              |
|  |                                                               |

|  | Barilium         |
|  |                  |
|  | Hadrosauriformes |
|  |                  |

## Paleobiologia
Sulla base di studi condotti su altri iguanodonti, gli studiosi ritengono che Camptosaurus fosse in grado di raggiungere una velocità di corsa di circa 25 km/h. Inoltre, un minuscolo embrione fossilizzato, lungo 22,86 centimetri e attribuito a Camptosaurus, è stato recuperato dagli strati della Formazione Morrison presso il Dinosaur National Monument, nello Utah.